# DEFILED
DEFILED（ディファイルド）は日本のデスメタルバンド。

## 概要
1992年、東京都で結成。プログレッシブメタルとスラッシュメタルの影響を融合した、テクニカルなデスメタルバンドというコンセプトの下に結成され、30年以上に及び活動している。
「日本デスメタル界の重鎮」として国内外でも評価されており、長年に渡り海外を含む30カ国以上のライブツアーも行っている。

## メンバー

### 現在のメンバー
- Shinichiro Hamada　(ボーカル、ギター)
- Yusuke Sumita（ギター）
- Takachika Nakajima（ベース）
- Keisuke Hamada（ドラム）

### 旧メンバー
- Toshihiro Inagaki(ベース)

## ディスコグラフィ

### EP
- DEFEAT OF SANITY（1994年）